# Letzigrund
A Letzigrund egy labdarúgó-stadion Zürichben, Svájcban, a helyi  FC Zürich csapat otthona.

## Története
Az egykori Letzigrundot 1925. november 22-én nyitották meg. Az évtizedek során több alkalommal esett át bővítéseken (1947, 1958, 1973, 1984). Ezt a létesítményt aztán 2006-ban lebontották és a helyére egy teljesen új arénát húztak fel. Ennek oka az volt, hogy Svájc Ausztriával közösen elnyerte a 2008-as labdarúgó-Európa-bajnokság rendezésének a jogát és szükség volt egy korszerű, modern stadionra.
Az új stadiont 2007. augusztus 30-án avatták fel. Az első labdarúgó mérkőzést 2007. szeptember 23-án játszották benne, amikor a városi derbin az FC Zürich a Grasshoppers-szel mérkőzött meg. A stadion befogadóképessége 25 000 fő számára biztosított.

## 2008-as labdarúgó Európa-bajnokság
A 2008-as labdarúgó-Európa-bajnokság csoportmérkőzései közül három mérkőzés helyszínéül szolgált.
| Dátum       | Időpont (CEST) | Pályaválasztó | Eredmény  | Vendég        | Forduló   | Nézők  |
| ----------- | -------------- | ------------- | --------- | ------------- | --------- | ------ |
| 2008.06.09. | 18.00          | Románia       | 0:0       | Franciaország | C csoport | 30 585 |
| 2008.06.13. | 18.00          | Olaszország   | 1:1 (0:0) | Románia       | C csoport | 30 585 |
| 2008.06.17. | 20.45          | Franciaország | 0:2 (0:1) | Olaszország   | C csoport | 30 585 |

## Képek a stadionról

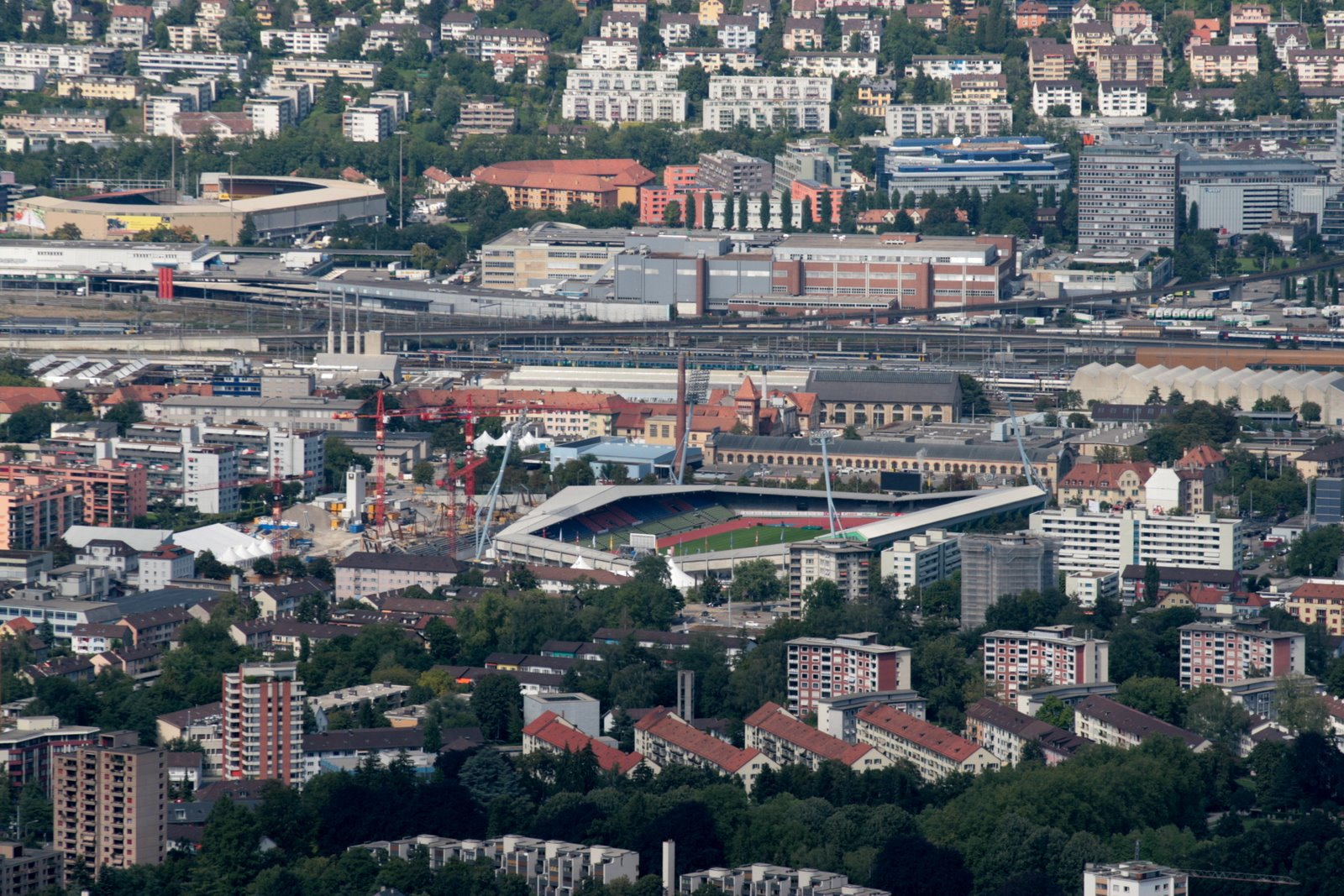
A régi stadion az Uetlibergről.
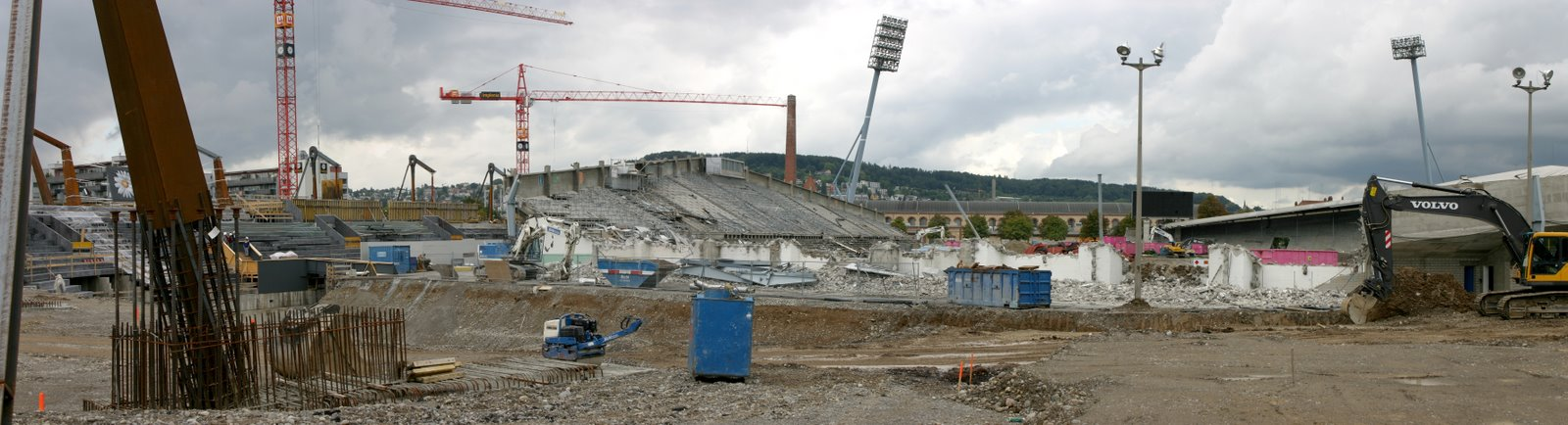
A régi stadion elbontása
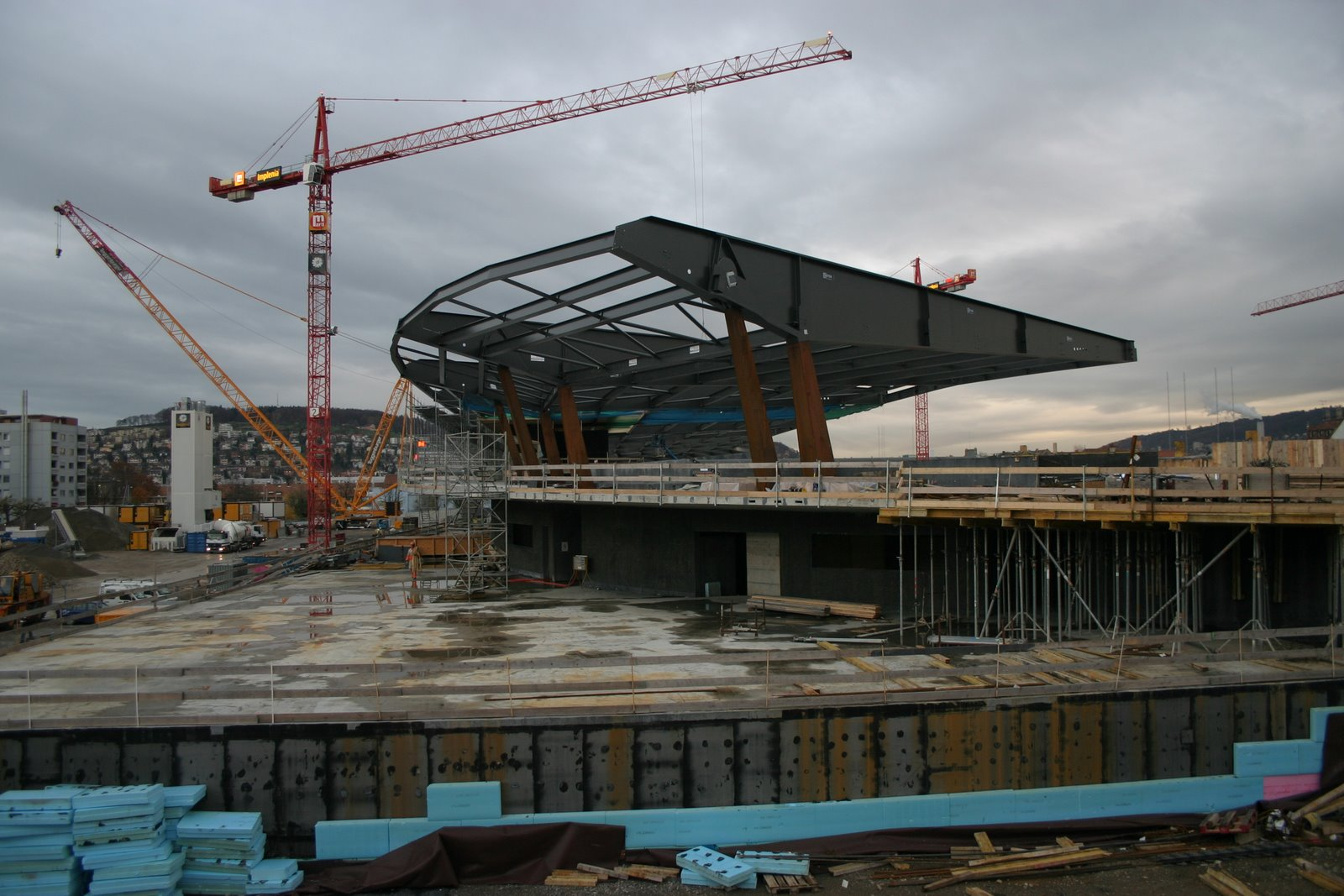
Az új stadion építése
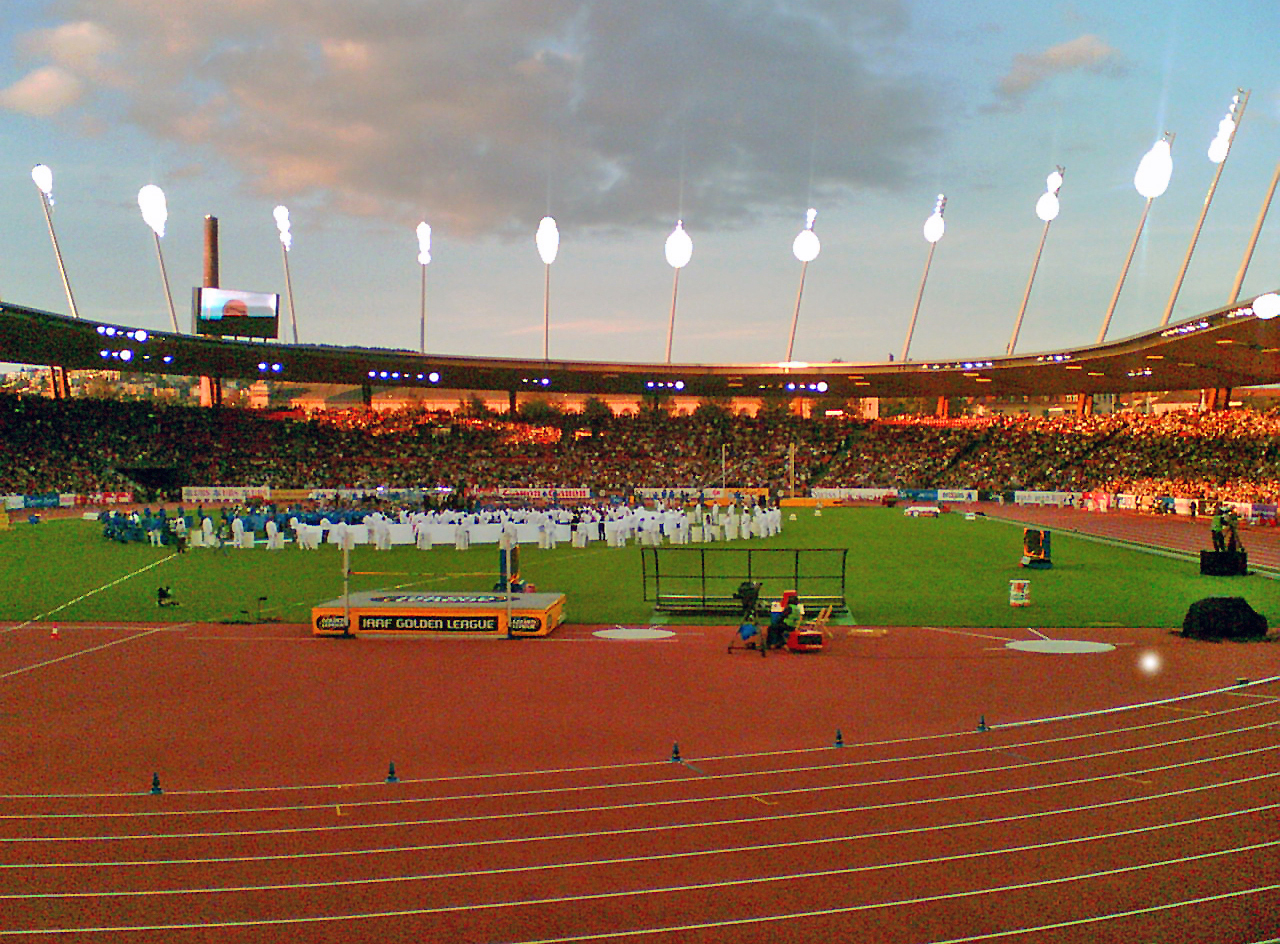
Nyitóünnepség (2007. augusztus 30.)
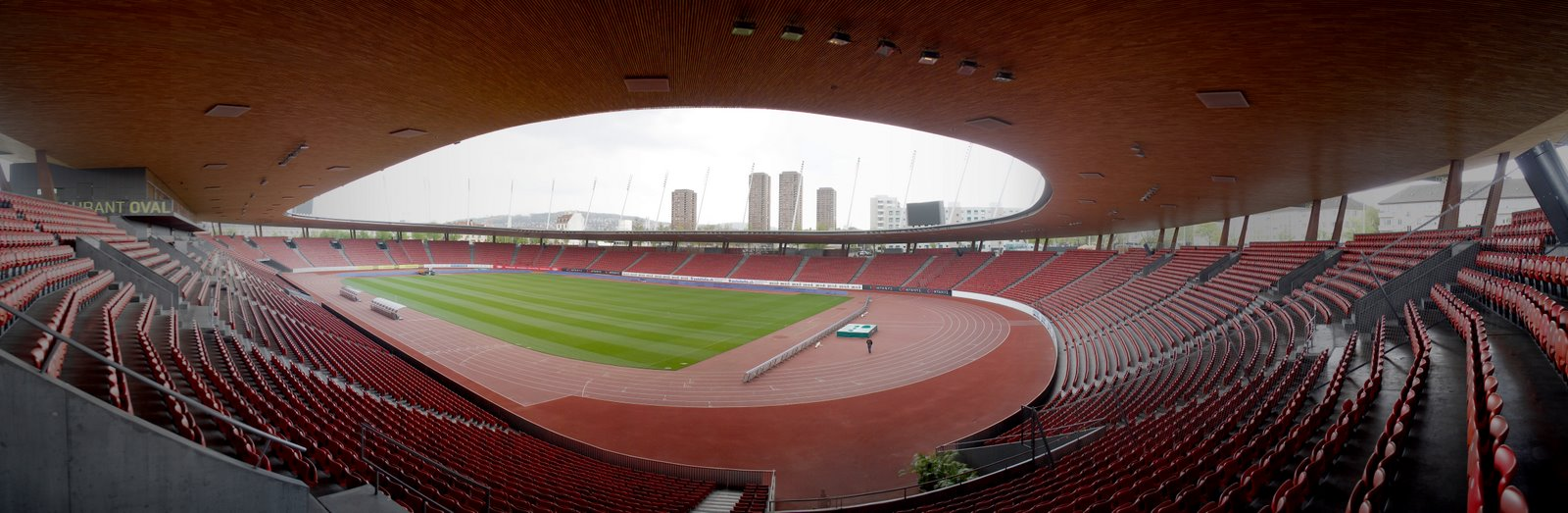
Panorámakép a stadion belsejéről
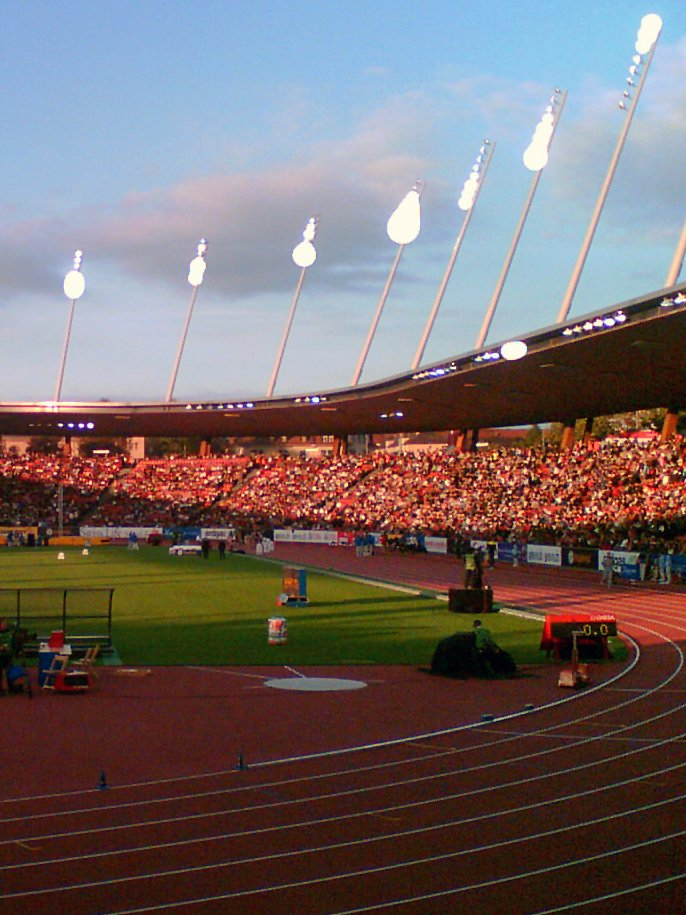
Az új stadion